# Мозаика (фильм, 1949)
«Мозаика» (англ. Jigsaw) — фильм нуар режиссёра Флетчера Маркла, вышедший на экраны в 1949 году.
Сценарий фильма написали Винсент МакКоннор и Флетчер Маркл по истории Джона Роуберта. Фильм рассказывает об ассистенте окружного прокурора (Франшо Тоун), который, расследуя два убийства, разоблачает действующую в Нью-Йорке тайную экстремистскую организацию неонацистской, националистической и расистской направленности.
Подпольные нацистские и неонацистские организации были в центре внимания нескольких фильмов нуар того времени, среди них «Министерство страха» (1944) и «Дом на 92-й улице» (1945), действие которых происходит в военное время в Лондоне и Нью-Йорке соответственно, а также «Дурная слава» (1946) и «Гильда» (1946), действие которых происходит в Латинской Америке вскоре после окончания войны. Данный фильм стал одним из редких примеров жанра фильм нуар, в котором показана действующая на территории США организация неонацистской направленности, так как к тому времени для голливудского кинематографа стало характерно изображение главной угрозы для США от коммунистических организаций, примером чего стали фильмы «Я был коммунистом для ФБР» (1951) и «Происшествие на Саут-стрит» (1953).
Создатели картины снимали её исключительно на улицах и в реальных интерьерах в Нью-Йорке, «не построив для всего фильма ни единой декорации. Даже реквизит был найден на месте». Места действия картины включают интерьер Бруклинского музея, зоомагазин на Пятой авеню, ночной клуб «Голубой ангел», большой ресторан «уникального дизайна», интерьер многоквартирного дома и склад.
В камео-ролях в фильме снялись знаменитые голливудские актёры Марлен Дитрих, Генри Фонда, Джон Гарфилд и другие, которым создатели фильма выразили отдельную благодарность в финальных титрах.

## Сюжет
В Нью-Йорке некий мужчина (Джордж Брин) заходит в типографию Макса Борга, слышится выстрел, затем крики, после чего человек спокойно выходит на улицу и скрывается. На следующий день в газете публикуется сообщение, что выстрелом в голову убит директор типографии Макс Борг, и его жена предполагает, что это было самоубийство.
Окружной прокурор Уокер (Уолтер Воэн) обсуждает дело со своим заместителем Говардом Маллоем (Франшо Тоун), который обращает внимание на газетную статью, в которой пишется о том, что в типографии Борга печатались листовки некой «группы ненависти», называющей себя «Крестоносцы». Группа специализируется на расовых предрассудках и дискриминации, извлекая из этого немалый доход. Статью написал влиятельный журналист Чарльз Риггс (Майрон МакКормик), который обещает начать собственное расследование убийства Борга. Маллой говорит, что считает нужным провести и прокурорское расследование этого убийства. Кроме того, он хорошо знает Риггса, так как собирается жениться на его сестре Кэролайн (Доу Эведон).
Маллой приходит в гости к Риггсу, который рассказывает ему о существовании подпольных организаций, прикрывающихся благотворительностью, утверждая, что такие организации зарабатывают на ненависти и предрассудках миллионы. Вскоре Риггс оставляет Маллоя с Кэролайн, отправляясь на интервью с миссис Борг. На улице за Риггсом следит тот же мужчина, который убил Борга.
В своём кабинете прокурор Уокер и Маллой беседуют с миссис Борг (Хестер Сондергаард), которая по-прежнему утверждает, что её муж покончил жизнь самоубийством, так как боялся Риггса с его преследованием и постоянными вопросами. Маллой предъявляет миссис Борг одну из листовок, которые, как та признаёт, её муж на прошлой неделе напечатал в своей типографии. В листовке содержится призыв присоединяться к борьбе за американизм. По словам Маллоя, Риггс собрал целую коллекцию таких листовок. На вопрос, кто мог быть рядом с её мужем в момент его убийства, миссис Борг нетвёрдо утверждает, что не было никого. Когда в кабинет заходит Риггс, миссис Борг вновь утверждает, что это именно он довёл её мужа до самоубийства, а вся документация о работе типографии исчезла. На что Риггс замечает: «Я не видел более напуганного человека».
Продолжая разговор с Маллоем в баре, Риггс вновь утверждает, что миссис Борг кем-то сильно запугана, так как опасается за собственную жизнь. Риггс повторяет свой тезис о том, что речь идёт об опасной группе людей, которая жаждет власти, золота и политического влияния. Журналист вспоминает, что когда он был ребёнком, в Нью-Йорке жили дружно представители разных национальностей и рас. А теперь существует взаимная ненависть и страх. Риггс сообщает Маллою, что собрал достаточно доказательств деятельности националистических групп, и хранит их в своём портфеле. Тот в свою очередь обещает Риггсу в течение недели найти убийцу Борга.
Около дома Риггса поджидает всё тот же таинственный человек, который убил Борга. Он входит вслед за журналистом в подъезд, поднимается вместе с ним в лифте, проходит по коридору и у входной двери в квартиру бьёт его по голове, забирает портфель с документами, а самого Риггса в бессознательном состоянии выбрасывает из окна квартиры с одиннадцатого этажа.
Дома у Риггса Маллой утешает рыдающую Кэролайн, которая рассказывает, что тело её брата с изуродованным лицом смогли опознать только по бумажнику. Они уверены, что Риггс не мог сам сделать этого. Полиция не находит в квартире никаких посторонних отпечатков, однако, по словам Кэролайн, пропал портфель журналиста. Маллой обещает своей невесте найти убийцу её брата.
На следующее утро прокурор Уокер читает Маллою газетное интервью последнего, в котором тот утверждает, что Риггс был убит в результате заговора. Прокурор утверждает, что у Риггса не было никаких доказательств, и все его слова — ложь. Прокурор требует от Маллоя объективности в расследовании убийства Риггса, и чтобы тот не превратил это дело в личную месть за друга. В кабинет к прокурору заходит светская дама Грейс Хартли (Уинифрид Лэнихэн), которая приглашает его на вечер памяти её мужа, где ждёт от него выступления с речью, так как Уокер, по её словам, был последним учеником её мужа, работавшим с ним до самого конца.
Дома у Кэролайн Маллой обещает ей пойти по следам Риггса. Кэролайн показывает Маллою расистский постер «крестоносцев», который она нашла на полке у брата. На обратной стороне постера Маллой находит исходные данные его автора: «Зигмунд Костерич, студия „Рембрандт“». Маллой приходит в мастерскую Костерича (Хэдли Рейнни) под видом заказчика, однако Костерич отвечает, что он художник и не занимается плакатами. Маллой видит в мастерской недописанный портрет молодой красивой женщины и говорит, что готов его приобрести. Однако портрет, по словам художника, уже продан и оставлен у него для демонстрации на персональной выставке в Музее современного искусства на следующей неделе, его первой выставке в Америке. Наконец, Маллой представляется сотрудником прокуратуры и советует Костеричу больше не заниматься созданием постеров, призывающих к незаконной политической борьбе.
Когда Маллой возвращается домой, в квартире на него набрасывается всё тот же таинственный убийца, начинается драка, в ходе которой Маллой выхватывает у убийцы пистолет и толкает его на диван. Отобрав у киллера бумажник, Маллой узнаёт его имя — Миллер. Кроме того, в бумажнике он находит газетную фотографию девушки, которую он только что видел на портрете Костерича, а также несколько десятков карточек с текстом «Если нужна помощь, обращайся к Ангелу».
Маллой направляется по указанному в карточке адресу, где перед входом в здание развёрнут баннер «Приходите все. Годовое собрание политического клуба „Могавк“. Билеты — у Ангела». Зайдя в клуб, Маллой видит за столом Ангела, Анджело Агостини (Марк Лоуренс), неторопливо разбирающего дела просителей, мелких торговцев, выступая для них чем-то вроде подпольного покровителя. Увидев Маллоя, Анджело приглашает его в отдельный кабинет. Предложив тост за будущего прокурора по особым делам — мистера Маллоя — Анджело интересуется, как далеко тот продвинулся в расследовании двух убийств, а затем звонит кому-то с просьбой продвинуть Маллоя через нужных людей на должность специального прокурора. Так и не сказав, кому он звонил, Анджело предлагает Маллою тесное сотрудничество.
В офисе Маллой слушает доклад своего подчинённого, который выяснил личность девушки с фотографии. Ей оказалась Барбара Уитфилд (Джин Уоллес), фотомодель и бродвейская актриса, а ныне певица в ночном клубе «Голубой ангел». Маллой с Кэролайн приходит в «Голубой ангел» посмотреть на выступление Барбары, после чего быстро уходят. Позже вечером Маллой с помощником тайно проникает на склад «крестоносцев», где они находят коробки с униформой, значками, ремнями, кепками. Маллой считает, что продажа этих вещей и атрибутики приносит организации хороший доход. Выйдя на улицу, они видят отъезжающую машину Анджело, понимая, что он стоит за этим бизнесом.
Миссис Хартли приглашает Маллоя к себе. Принимая его в своём кабинете, она прямо спрашивает — Вы хотите быть прокурором? Она говорит, что есть такая возможность и очень влиятельные люди интересуются его работой и даже по его поводу связались с губернатором, и она лично кандидатуру Маллоя поддерживает. Она говорит, что рекомендовала его кандидатуру Анджело, и если Маллой согласен, то может считать себя назначенным. При этом она предостерегает Маллоя, от связи с такими сомнительными личностями, как Анджело.
Уокер звонит Маллою и поздравляет с предстоящим назначением специальным прокурором. Затем с поздравлениями в связи с назначением звонит Анджело, а после него и миссис Хартли, говоря, что многого от него ждёт. Она приглашает Маллоя к себе на приём, где будут многие влиятельные люди, на которых она послала ему конфиденциальную информацию. Кэролайн целует Маллоя и говорит, что очень хочет ему помочь в работе, однако тот отвечает, что в этом нет необходимости. В этот момент к нему в кабинет приводят миссис Борг, которую задержали в аэропорту. Помощник Маллоя сообщает, что кто-то сегодня звонил миссис Борг и требовал, чтобы она немедленно уезжала в Мексику. Маллой поручает взять её под охрану как ценного свидетеля.
На приёме у миссис Хартли она знакомит Маллоя с влиятельными людьми — газетным магнатом, руководителем радиоиндустрии и лоббистом, обладающим личными связями в высших политических кругах (на всех этих людей миссис Хартли конфиденциально прислала Маллою весьма нелицеприятные характеристики). Маллой также встречает на приёме Кастерича, который делает вид, что не узнаёт его и быстро уходит. Лоббист жёстким тоном спрашивает у Маллоя, закрыл ли тот своё расследование, а затем высказывает предположение, что Маллой затеял всё расследование ради саморекламы. Лоббист излагает Маллою свои авторитарные политические взгляды и требует, чтобы тот стал на чью-то сторону. Миссис Хартли уводит Маллоя, когда тот уже готов ввязаться в спор с лоббистом. На приёме Маллой замечает Барбару Уитфрид и знакомится с ней. В этот момент Маллоя вызывают по телефону и просят срочно приехать в офис.
Некоторое время спустя в клубе «Голубой ангел» Барбара подходит к Маллою (в этот момент за ними наблюдает медиамагнат Николлс). Они садятся ужинать, появившаяся неожиданно фотограф делает их совместную фотографию, однако Маллой пытается помешать ей, считая это неуместным. Заметив за соседним столом Николса, Барбара и Маллой уходят к ней в гримёрку. Там Маллой говорит Барбаре, что она ему нравится, а она в ответ целует его. На следующий день Маллой и Барбара видят в газете свою совместную фотографию с подписью: «Прокурор оказался плейбоем». Они снова целуют друг друга. Барбара предупреждает его быть осторожным. Маллой говорит, что больно странно он стал прокурором, кто-то устроил это. Начальство строго предупреждает Маллоя по поводу статьи в газете и говорит, что его расследование заведёт его не туда. Маллой беседует об этом с Барбарой в зоомагазине, где они выбирают кошку. Маллой оплачивает покупку, и они выходят на улицу. У дверей магазина к ним подходит знакомый Барбары, журналист Дэнни Лайонс, который ведёт в газете колонку светских сплетен. На следующий день, прочитав в газете заметку Лайонса о Барбаре и Маллое, Уокер делает своему подчинённому строгий выговор, однако Маллой отвечает, что всё это является частью его расследования. Тогда Уокер сообщает Маллою, что дело закрыто.
Анджело вместе с Миллером приходит домой к Барбаре и требует, чтобы она немедленно прекратила отношения с Маллоем и сегодня же уезжала. Барбара намекает на отношения между ней и Анджело, полагая, что он ревнует. Однако Анджело отвечает, что её сближение с Маллоем может негативно отразиться на его бизнесе. Во время встречи с Маллоем Барбара объявляет ему, что сегодня же уезжает. Говорит, что устала от него и хочет покончить с их отношениями. Маллой понимает, что её запугали, говоря, что знает, кто мог это сделать — человек по имени Миллер, он же Наклс, человек по имени Костерич, а также очень важный тип, называющий себя Ангелом. Затем Маллой просит её обо всём рассказать, иначе ей тоже угрожает опасность. Барбара целует его, просит помочь, однако он в ответ просит её помощи. У Барбары начинается истерика. Маллой пытается её унять, но Барбара отталкивает его, он ударяется о стену головой и теряет сознание. В этот момент в комнату входит миссис Хартли с пистолетом, она стреляет и убивает Барбару, а затем вкладывает пистолет в руку Маллоя и уходит.
Когда Маллой приходит в себя, он видит подходящего к нему Костерича. Костерич берёт пистолет и говорит, что Барбара мертва. Маллой подозревает Костерича, но тот клянётся, что не убивал. Костерич говорит, что за всем этим стоит миссис Хартли (она в этот момент подслушивает разговор, спрятавшись за стеной). Костерич рассказывает, что писал когда в её библиотеке писал её портрет, то наткнулся там на бумаги, которые могут заинтересовать Маллоя. Далее Костерич рассказывает, что в этих бумагах содержатся «имена, цифры, это целая организация. В этих бумагах написано, где они берут деньги и что они с ними делают». Костерич опасается, что они избавятся от него, когда он станет им не нужен. Он говорит: «Миссис Хартли помогла мне в карьере, у неё есть связи и я ей нравился. И завтра у меня выставка в музее». После чего сообщает, что бумаги находятся в музее, он спрятал их в картину, между холстом и рамой. Услышав это, миссис Хартли быстро уходит. В вестибюле здания её встречает Анджело вместе с Миллером-Наклсом. Она говорит, что её пистолет остался наверху в квартире и просит Маллоя дать ему его пистолет. Миссис Хартли уходит, Анджело посылает Наклса проследить за ней. Маллой звонит в полицию и сообщает об убийстве Барбары, а сам направляется в музей вместе с Костеричем.
Миссис Хартли открывает дверь в музей, и оглушив охранника ударом пистолета, проходит вовнутрь. Вскоре в музее в поисках Хартли появляются Анджело и Наклс. Вслед за ними приходят за документами Маллой и Костерич. Миссис Хартли входит в зал, где выставлены картины Костерича и начинает их по очереди осматривать в поисках документов. За ней следят Андежло и Наклс. Услышав появление Маллоя, Анджело убегает, но прокурор преследует его. Тем временем Костерич, увидев, как Хартли вскрывает картину, понимает, что она подслушала его рассказ Маллою, и тихо подходит вплотную к ней. Убегая, Анджело стреляет в Маллоя, Хартли оборачивается на звук выстрела и видит Костерича. Она направляет на него пистолет и говорит, что со своего пути убирает всех, кто ей мешает. Догнав Анджело, Маллой в перестрелке убивает его, в этот момент Хартли ранит Костелича в руку, Маллой стремительно направляется к ним. Наклс находит убитого Анджело. Войдя в выставочный зал, Маллой видит, как Хартли достаёт документы из картины и просит отдать документы ему. Появляется Наклс и стреляет в Маллоя, но не попадает, ответным выстрелом Маллой убивает его. Хартли стреляет в Маллоя и ранит его, в этот момент лежащий Костерич поднимает с пола пистолет и убивает Хартли. Костерич рассказывает, что Хартли убила Барбару и подслушала весь их разговор. Приходит полиция, Маллой забирает документы и обещает коллегам рассказать всё по дороге. Появляется Кэролайн, которая приехала вместе с полицией. Маллой обнимает её, и они целуются.

## В ролях
- Франшо Тоун — Говард Мэллой
- Джин Уоллес — Барбара Уитфрид
- Майрон МакКормик — Чарльз Риггс
- Марк Лоуренс — Анджело Агостини
- Уинфрид Ленихэн — миссис Хартли
- Доу Эведон — Кэролайн Риггс[4]
- Хэдли Рэйнни — Зигмунд Костерич
- Уолтер Воэн — окружной прокурор Уокер
- Джордж Брин — Миллер / Наклс
- Роберт Гист — Томми Куигли
- Хестер Сондергаар — миссис Борг

## Создатели фильма и исполнители главных ролей
Как отмечается на сайте Американского института кино, «Мозаика» стала режиссёрским кинодебютом Флетчера Маркла, который, наряду с Унифред Ленихэн и многими другими актёрами, работал главным образом на радио. Маркл более всего известен как создатель, продюсер и режиссёр антологии «Первая студия», которая шла на радио, а затем и на телевидении в 1947-58 годах, в которой играли такие известные актёры, как Франшо Тоун, Джон Гарфилд, Мерседес МакКембридж (тогдашнаяя жена Маркла), Бёрджесс Мередит, Чарльтон Хестон, Энн Бэнкрофт, Джеймс Дин и многие другие.
Франшо Тоун был номинирован на Оскар за главную роль в фильме «Мятеж на „Баунти“» (1935). Он также сыграл памятные роли в военной драме по Э. М. Ремарку «Три товарища» (1938), военном триллере «Пять гробниц по пути в Каир» (1943), а также в фильмах нуар «Леди-призрак» (1944), «Тёмные воды» (1944) и «Я люблю проблемы» (1948).
Лучшими фильмами Джин Уоллес были криминальный триллер «Человек на Эйфелевой башне» (1949), криминальная комедия «Человек с чувством юмора» (1950), фильмы нуар «Большой ансамбль» (1955) и «Страх шторма» (1955), а также фантастическая драма «Смерть травы» (1970). На момент съёмок Франшо Тоун и Джин Уоллес были женаты, но развелись вскоре после их окончания. Марк Лоуренс сыграл роли преимущественно второго плана в 172 картинах, наиболее заметные среди них — в фильмах нуар «Джонни Аполло» (1940), «Оружие для найма» (1942), «Ки Ларго» (1948), «Я всегда одинок» (1948), «Асфальтовые джунгли» (1950) и вестерн «Случай в Окс-Боу» (1943).

## Оценка фильма критикой

### Общая оценка фильма
После выхода на экраны в 1949 году кинокритик Босли Кроутер в «Нью-Йорк таймс» назвал эту картину «тихой маленькой мелодрамой, сделанной в Нью-Йорке, с натурными съёмками и декорациями и в значительной степени с местными актёрами», отметив при этом, что она «слишком похожа на стандартный голливудский триллер». По словам критика, «это скромная история молодого „помощника окружного прокурора“, который расследует два убийства и раскрывает зловредную „группу ненависти“, является аккуратно сделанной стандартной историей, если не считать злодеев, которые являются какими-то непонятными „разжигателями ненависти“». Далее он пишет: «Фильм медлительно поставлен Флетчером Марклом, который также был соавтором сценария, и безразлично сыгран Франшо Тоуном в главной роли. Но при всём этом, в этой скромной работе достигнута святая простота и целостность кадра, которую редко встретишь в стандартных, сделанных наспех фильмах. Городские каньоны улиц, интерьеры домов и офисов, ночных клубов и даже музея — подлинные и безошибочные. Более того, создатели фильма позаботились о том, чтобы они действительно соответствовали характерам, вкусам и уровню доходов людей, которые в них обитают».
Позднее критик Линда Расмуссен на сайте AllMovie, отметив, что он «сделан на малом бюджете и профинансирован главным образом его звездой Франшо Тоуном», называет картину «странным маленьким криминальным фильмом» и «грамотной, но суховатой драмой, приперченной камео ролями ведущих голливудских звёзд Марлен Дитрих, Генри Фонды, Бёрджесса Мередита и Джона Гарфилда».
Кинокритик Крейг Батлер посчитал, что эта картина является «своеобразной реакцией на анти-коммунистические пропагандистские фильмы, которые Голливуд производил в то время». По его словам, «„Мозаика“ выступает на стороне тех, кто борется с фашизмом — но делает это не более искусно и лишь немного менее прямолинейно, чем те голливудские пропагандистские фильмы, которые оказали на неё влияние». Однако критик не считает это серьёзной проблемой, и «многие из тех, кто симпатизирует точке зрения фильма, спокойно не обратят на неё внимание». Вместе с тем, отмечает Батлер, нельзя не обратить внимания на «крайне путаный сценарий, бессвязный до предела», а также «небрежный монтаж, который можно скорее встретить разве что в домашнем кино, а также педантичную режиссуру Флетчера Маркла».

### Оценка актёрской работы
Кроутер положительно оценил игру большинства актёров. По его мнению, они «выглядят совершенно профессионально и прекрасно вписываются в свои роли — особенно, Марк Лоуренс в роли коварного бандита с политическими амбициями». Также он выделил Майрона МакКормика, «очень убедительно играющего журналиста-борца, которого убивают в самом начале», «тихого и убедительного Уолтера Воэна в роли окружного прокурора» и Джорджа Брина в роли «мерзкого киллера, который слоняется по улицам Нью-Йорка». Кроутер также отмечает актрис «Джин Уоллес, которая „убедительна в роли холёной, слегка замедленной певички из ночного клуба“, Бетти Харпер и Уинфред Ленихэн, которые вносят нечто необычное в свои обычные роли».
Батлер считает, что фильм «выигрывает от хорошего актёрского состава, с сильной игрой Франшо Тоуна в главной роли, и отличного исполнения ролей второго плана Джин Уоллес, Марком Лоуренсом и Майроном МакКормиком». Лучшая игра, по мнению Батлера, «исходит от малоизвестной Уинфрид Ленихэн, которая тихо делает чудеса из того, что её дано, оставляя только вопрошать, почему она больше не играла».
При этом оба критика негативно оценили участие в картине в качестве камео голливудских звёзд. Так, написав, что «Джон Гарфилд показан в роли попрошайки, Генри Фонда — официанта в клубе, Бёрджесс Мередит — в роли бармена, Марша Хант — секретарши и так далее», Кроутер заключил, что «такое дурачество не помогает картине, а придаёт всему какой-то несерьёзный вид». С ним согласен и Батлер, отметивший, что «менее успешным стал парад камео, включавший Генри Фонду, Марлен Дитрих, Бёрджесса Мередита и Джона Гарфилда, который добился эффекта полного непопадания в историю».